# パーマン (ゲーム)
『パーマン』は、藤子・F・不二雄原作の漫画『パーマン』（1967年）を題材とするファミリーコンピュータ用ゲームソフト。アイレム（現：アピエス・アイレムソフトウェアエンジニアリング）より1990年12月14日に発売された。

## ゲーム内容

### システム
基本的にはステージ道中はアクションゲームとなっている。攻撃方法はパンチまたは変身銃、及びジャンプしての踏みつけである。ボスとの対決になると双六形式のゲームになる。ただし、ラストボスとの対決はアクションゲームとなっている。
1面・2面・4面・6面ではプレイヤーキャラクターはパーマン1号のみであるが、3面と5面のみプレイヤーキャラクターをパーマンかブービー（パーマン2号）から選択することができる。ブービーはパーマン1号よりジャンプ力がある。
各面に豆ゲーム（奇数面は千面相の間違い探し・偶数面は全悪連会長のモグラ叩き）が存在し、クリアすればスペシャルアイテムが手に入る。
パーマンがやられるとパーマンセットが外れて倒れる演出となっている。

### アイテム
- パワーアップ - パンチや細胞変換銃の威力が3段階にアップ。パンチの状態で取ると遠距離攻撃ができるようになり、2回目を取ると射程が伸びる。
- 細胞変換銃 - 1面と5面に存在する。攻撃して当てると、敵を動物に変身させる。ブロックを壊すことはできない。
- バッジ - 1ステージに4つある。ボス面で使うと仲間が助けてくれる。
- アイスクリーム - HPが1回復する。
- ホットケーキ - HPが全回復する。
- 1UP - 残数を1増やすことができる。
- コピーロボット - ボス面の最初で最大HPとHPがそれぞれ6増える。3面と6面に存在する。
- いかさまサイコロ - ボス面でサイコロを振ると5か6が出る。4面と5面に存在する。
- ヘルメット - 一定時間無敵になる。
- げんこつ - 1面と5面のみに存在する。細胞変換銃を通常攻撃に変更することができる。
- バナナ - ブービーによる3面のみに登場。一定時間、プレイヤーキャラの回りにバリアができる。

### ボスステージ
ラストボス以外のボスステージは双六ゲーム。プレイヤーが先行で、プレイヤーとボスキャラと交互にサイコロを振る。相手よりも早くゴールに着くか、先に相手のHPを0にしたほうが勝ち。
マス
空白マス以外は一度マスに止まると、空白マスになる。
- 空白 - 普通攻撃。
- パワー - 大攻撃。
- アイスクリーム - 1HP回復。
- ホットケーキ - 6HP回復。
- バッジ - プレイヤーの場合はバッジを持っていれば、バッジを1つ減らすことで仲間を呼ぶことができる。ボスキャラの場合はプレイヤーのバッジが1つ取られる。
- ?マーク - サイコロを振った目数分を相手に後戻りさせるか、マスに止まった側の自身の1回休み。相手の後戻りか1回休みかはマスの位置ごとに決まっている。

バッジ
プレイヤーがバッジマスに止まると、1回のバッジで3人の仲間から誰か1人を呼ぶことができる。ステージ毎に4個存在し、それぞれのパーマンの効果が異なる。効果として以下のものがある。
- 相手のHPを1減らす（小攻撃）
- 相手のHPを多く減らす（大攻撃）
- プレイヤーのHPを6回復する（回復）

| 面  | 2号 （1号） | 3号    | 4号    |
| --- | ----------- | ------ | ------ |
| 1面 | 回復        | 小攻撃 | 大攻撃 |
| 2面 | 回復        | 大攻撃 | 小攻撃 |
| 3面 | 大攻撃      | 小攻撃 | 回復   |
| 4面 | 小攻撃      | 回復   | 大攻撃 |
| 5面 | 大攻撃      | 回復   | 小攻撃 |
| 6面 | 小攻撃      | 大攻撃 | 回復   |

## 設定

### ストーリー
地球の様子を見に来たバードマンが、乗ってきた円盤をマッド博士に取られてしまった。パーマンはマッド博士から円盤を取り戻すべく、立ち上がった。

### ステージ構成
ステージ1 空き地
土管がある空き地のステージ。ボスは神山無仁斎でHP8。
ステージ2 街
透明人間のステージ。ボスは透明人間でHP9。
ステージ3 森
森の中を枝から枝へ上へ進むステージ。ボスは猿蚤鳥助でHP10。
ステージ4 氷山
氷のステージで氷山に気をつけながら、氷の壁を壊して進むステージ。ボスは雪男でHP11。
ステージ5 船
船の内部に侵入するステージ。ボスはワニザメ船長でHP12。
ステージ6 岩山
溶鉱炉のステージ。ボスはロボットゴリアテでHP16。
最終ステージ マッド博士の館
研究所内でバードマンの円盤に乗ったマッド博士と最終決戦。

## 評価
ゲーム誌『ファミコン通信』の「クロスレビュー」では合計24点（満40点）、『ファミリーコンピュータMagazine』の読者投票による「ゲーム通信簿」での評価は以下の通りとなっており、17.94点（満30点）となっている。同誌1991年5月10日号特別付録の「ファミコンロムカセット オールカタログ」では、「ステージは普通のアクションなのだが、ボスとの対決はすごろくという変わりモノだ」と紹介されている。
| 項目 | キャラクタ | 音楽 | 操作性 | 熱中度 | お買得度 | オリジナリティ | 総合  |
| 得点 | 3.28       | 2.93 | 3.16   | 2.97   | 3.04     | 2.56           | 17.94 |